# کیم آلجی
کیم آلجی (김알지، 金閼智؛ ۶۵–؟) یک شخصیت تاریخی در تاریخ کره است. نوادگان او خاندان سلطنتی کیم از شیلا را تشکیل دادند که یکی از سه پادشاهی کره محسوب می‌شد.
زادروز او طبق افسانه‌ها برابر با دورهٔ حکمرانی چهارمین فرمانروای شیلا، پادشاه تالهائه شیلا بوده است. اگرچه کیم آلجی به‌عنوان فرمانروای شیلا حکمرانی نکرده است، اما نوادگان او چنین کرده‌اند. امروزه ۱٫۷ میلیون نفر از اهالی کره جنوبی از تبار گیونگجو کیم هستند که شجره‌نامه‌اش به کیم آلجی وصل می‌شود.

## افسانه تولد

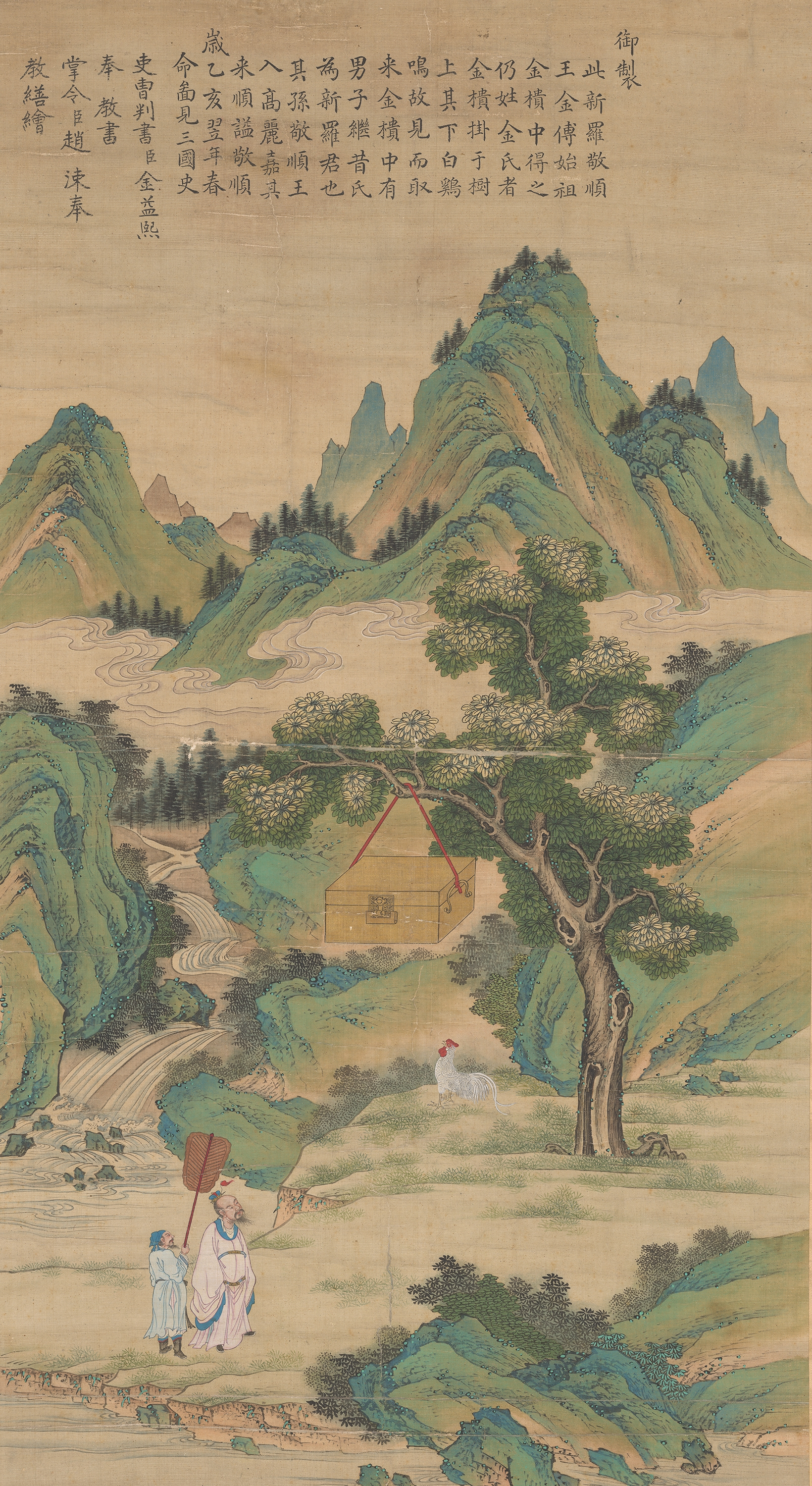
یک نقاشی که کشف کیم آلجی را به تصویر می‌کشد

سامگوک یوسا و سامگوک ساگی هردو حاوی داستانی تقریباً یکسان دربارهٔ تولد کیم آلجی هستند.
در سال ۶۵ (نهم سال حکمرانی تالهائه)، پادشاه تالهائه متوجه شد که یک خروس در گیریم، واقع در غرب گئومسونگ (گیونگجو، پایتخت وقت شیلا) در حال بانگ زدن است. او وزیر خود هوگونگ که اهل ژاپن بود را اعزام کرد تا دلیل را بررسی کند. پس از آن، هوگونگ با یک جعبهٔ طلایی مواجه شد که روی یک شاخهٔ درخت قرار داده شده بود. نوری از جعبه بیرون می‌آمد و خروسی سفید زیر آن بانگ می‌زد.
پادشاه با شنیدن این گزارش دستور داد که جعبه را نزد او آوردند. پس از آن که پادشاه جعبه را باز کرد، درون آن با یک نوزاد مواجه شد. پادشاه بسیار خرسند شد و آن نوزاد را به سرپرستی گرفت. به این دلیل که و در یک جعبهٔ طلایی متولد شده بود و بسیار باهوش بود، پادشاه او را «کیم (金 به معنی طلا) آلجی(Alti) (به معنی «طلا» در زبان بومی کره‌ای به‌همراه هانجای 閼智 که باید به‌صورت آوایی خوانده شود)» نامید. جنگلی که جعبه در آن یافت شده بود گیریم (به معنی جنگل خروس) نام گرفت؛ نامی که به‌عنوان نام شیلا نیز مورد استفاده قرار گرفت. این افسانه مشابه افسانهٔ تولد پادشاه هیوک گئسو، بنیان‌گذاری شیلا است (که گفته می‌شود خود را آلجی گئسوخان نامید). بسیاری از محققان بر این باورند که کیم آلجی رئیس یک خاندان «طلایی» (altin) در شمال کره/منچوری بوده است.

## مرگ
شرایط و زمان مرگ کیم آلجی در حال حاضر ناشناخته است و هیچ سابقهٔ دقیقی از آن در دسترس نیست، اما آنچه مشخص است این است که نوادگان او تا پیش از به قدرت رسیدن خود، به فعالیت به‌عنوان مقامات قدرتمند درون دربار شیلا ادامه داده‌اند.

## خاندان سلطنتی کیم
فرزند پسر کیم سه‌هان (세한(勢漢)) نام داشت و نسل‌های پس از آن نیز با این نام‌ها ثبت شده‌اند: آدو (아도(阿都)) - سوریو (수류(首留)) - اوکبو (욱보(郁甫)) - گودو (구도(俱道)). پس گودو (نسل هفتم نوادگان کیم آلجی) که پادشاه میچو نام داشت، نخستین پادشاه شیلا از نسل کیم بود.